# Karimnagar (distrikt)
Karīmnagar (engelska: Karīmngar District) är ett distrikt i Indien.   Det ligger i delstaten Telangana, i den centrala delen av landet, 1 100 km söder om huvudstaden New Delhi. Antalet invånare är 3 776 269. Arean är 11,8 kvadratkilometer. Karīmnagar gränsar till Nizamabad District.
Terrängen i Karīmnagar är mycket platt.
Följande samhällen finns i Karīmnagar:
- Ramagundam
- Ramagundam
- Karīmnagar
- Jagtiāl
- Sirsilla
- Koratla
- Huzūrābād
- Peddapalli
- Vemalwāda
- Manthani
- Lakshettipet
- Kottapalli